# Vladímir Dekanózov
Vladímir Dekanózov (georgià: ვლადიმერ დეკანოზიშვილი)  (Bakú, juny 1898 - Moscou, 23 de desembre de 1953) va ser un funcionari superior de seguretat i un diplomàtic soviètic.

## Biografia
Vladímir Dekanózov (Dekanozishvili) va néixer a la família de Giorgi Dekanozxvili, fundador del Partit Social Federalista Georgià. Si bé Dekanozov s'autoidentificava com a georgià, algunes fonts suggereixen que podria tenir sang armènia.
Dekanózov estudià a l'escola mèdica de la Universitat de Saratov i a la Universitat de Bakú. El 1918 ingressà a l'Exèrcit Roig i el 1920 s'afilià al Partit Bolxevic. Des de 1918 treballà com a agent secret a la Transcaucàsia, primer com a Comissari del Poble per la Salut de l'efímera República Democràtica de l'Azerbaidjan, i després en empreses privades. Després de la invasió de l'Azerbaidjan per l'Exèrcit Roig, Dekanozov treballà per la Txekà de l'RSS de l'Azerbaidjan, on travà amistat amb Lavrenti Béria, qui posteriorment brindaria el seu suport a Dekanózov. Entre 1921 i 1927, Dekanozov treballà per la Txekà a l'Azerbaidjan, Geòrgia i a la Transcaucàsia. El 1927 esdevingué instructor del Comitè Central del Partit Comunista de Geòrgia. Entre 1928 i 1931 treballà com un dels caps de l'OGPU georgià i transcaucasià. El 1931 esdevingué secretari del Comitè Central del Partit Comunista de Geòrgia. Des de 1936 va ser el Narkom de la indústria alimentària de Geòrgia, i des de 1937 treballà simultàniament com a President del Gosplan de Geòrgia i com a Vicepresident del Sovnarkom Georgià. Va ser diputat del Soviet Suprem de la Unió Soviètica entre 1937 i 1950.
El novembre de 1938 va ser transferit a l'NKVD, quan Lavrenti Béria esdevingué el seu cap. Dekanozov va ser el vicecomandant del GUGB i al mateix temps encapçalava els departaments d'intel·ligència estrangera i contraintel·ligència entre 1938 i 1939. Dekanózov va ser el responsable de les purgues de l'Exèrcit Roig així com de purgar als seguidors de Nikolai Iejov de l'NKVD.
Al maig de 1939 va ser nomenat vicecomandant del Comissariat del Poble d'Afers Exteriors (NKID). La seva esfera de responsabilitat incloïa l'Iran, 
Turquia, Afganistan, Mongòlia i Xinjiang, així com els consolats, quadres i finances del NKID.
Quan les Forces Armades Soviètiques travessaren la frontera lituana el 15 de juny de 1940, s'ordenà a l'exèrcit lituà que no resistís. Dekanozov hi arribà el mateix dia per organitzar la incorporació de Lituània a la Unió Soviètica. El Partit Comunista de Lituània, presidit per Antanas Sniečkus, estava a la seva disposició. L'Exèrcit Roig establí una presència de control que permeté a Dekanozov complir la seva funció com a representant del Partit Comunista. El procés de crear la República Socialista Soviètica de Lituània era tasca de Dekanozov. S'instal·là a l'ambaixada soviètica i imposà a Lituània la mateixa estructura de partit-estat on les formes tradicionals governamentals eren d'una importància secundària. Dekanozov reestructurà el govern lituà, nomenant Justas Paleckis, un esquerrà lituà que encara no era membre del Partit Comunista, com a Primer Ministre.
Amb l'ajut d'especialistes soviètics dels orgues per a l'administració i la seguretat enviats des de Moscou, Dekanozov treballà mitjançant el Partit Comunista Lituà, mentre que el cabinet de ministres, encapçalat per Paleckis, servia com a funció administrativa. Dekanozov i Paleckis formaren un govern del poble amb diversos membres aliens al Partit Comunista (encara que pro-comunistres), però en retrospectiva és clara la seva intenció per crear un govern soviètic. Dekanozov jugà el seu paper amb cura, concentrant-se en primer lloc en denunciar el règim de Smetona a Lituània, després prometent el respecte a la propietat privada, assegurant als lituans que l'agricultura no seria col·lectivitzada, i distraient qualsevol discussió sobre la possibilitat d'unir-se a la Unió Soviètica fins a mitjans de juliol.
El 6 de juliol, el govern de Dekanózov anuncià que el 14 de juliol hi hauria eleccions per a un nou parlament, l'anomenat el Poble de Seimas. El Partit Comunista Lituà anuncià la formació del Sindicat dels Treballadors Lituans, que oferí a una terna de candidats, incloent-hi 10 que no eren membres del Partit Comunista, així com a diversos membres del Parlament. L'11 i el 12 de juliol, les autoritats soviètiques reduïren els possibles opositors detenint figures capdavanteres del vell règim i deportant-les a l'interior de la Unió Soviètica, tot i que Lituània encara era formalment un estat independent.
Dekanózov usà tant el govern lituà com el Partit Comunista Lituà com els seus instruments per portar a terme la voluntat del lideratge del Partit Comunista Soviètic. Durant el procés, els propagandistes soviètics insistien que només hi havia un camí acceptable pel país, i que tots estaven obligats a seguir-lo. Es concentraren en crear la imatge d'un suport massiu, i portaren a terme mesures determinades contra aquells que podien oposar-se al nou ordre i volien sabotejar les eleccions de 14 de juliol.
Lituània passà a formar part del partit-estat soviètic estalinista, administrat per l'estructura del Partit Comunista de Tota la Unió, molt abans que fos incorporada a l'estructura governamental de la Unió Soviètica. Per quan l'estructura del nou estat soviètic a s'havia formalitzat, Dekanozov ja havia abandonat el país. El juliol de 1940 tornà a Moscou, car la seva tasca acabà quan el Poble de Seimas votà per demanar formar part de l'URSS. En poc més d'un mes, havia reorganitzat l'estat lituà, dirigit el desenvolupament social i econòmic lituà cap a un nou curs, i contribuí a l'engrandiment de l'estat soviètic. La sovietització de Lituània iniciada per Dekanozov va ser portada a terme per Nikolai Pozdniakov.
Des de novembre de 1940, seguint sent el segon del NKID, va ser nomenat ambaixador soviètic a Berlín. El setembre del 1943 va fer un misteriós viatge a Estocolm que va ser interpretat pel ministre d'exteriors alemany Joachim von Ribbentrop com un senyal de l'interès soviètic en fer una pau separada amb Alemanya. Però Hitler rebutjà la petició de von Ribbentrop d'enviar algú a Suècia.
Dekanózov seguí sent segon del NKID i del ministeri d'Exteriors soviètic fins al 1949. Ocupà diversos càrrecs superiors més fins a ser nomenat Ministre de l'Interior de l'RSS de Geòrgia (després que Béria esdevingués Ministre de l'Interior de la Unió Soviètica) a l'abril de 1953. Molt proper a Béria, va ser detingut al juny de 1953 i sentenciat a mort i afusellat al desembre de 1953.